# Balkbodarna
Balkbodarna är en fäbod i Härads fjärding, Leksands socken, Leksands kommun.
Fäboden omtalas första gången i 1670 års revningsländ. I samband med storskiftet på 1820-talet var 16 hushåll från 5 byar delägare i 10 fäbodställen i Balkbodarna, då var fäboden indelad i Östra och Västra balkbodarna. Totalt fanns här då 50 byggnader. Sista fäbodvistelse skedde 1930, 1970 fanns ännu 10 bostadhus bevarade i Balkbodarna.